# Communauté de communes de Haute Combraille
La communauté de communes de Haute Combraille est une ancienne communauté de communes française située dans le département du Puy-de-Dôme, en région Auvergne-Rhône-Alpes.

## Histoire
Le projet de schéma départemental de coopération intercommunale (SDCI) du Puy-de-Dôme, dévoilé en octobre 2015, proposait la fusion avec les communautés de communes Pontgibaud Sioule et Volcans et Sioulet-Chavanon. La nouvelle intercommunalité, regroupant les communes de l'ouest des Combrailles, comptera 36 communes, toutes en zone de montagne, pour près de 13 500 habitants, et bénéficie de l'accès autoroutier à l'A89.
Adopté en mars 2016, le SDCI ne modifie pas ce périmètre. Un arrêté préfectoral du 13 décembre 2016 prononce la fusion de ces trois communautés de communes ; la nouvelle structure intercommunale prend le nom de « Chavanon Combrailles et Volcans ».

## Territoire communautaire

### Géographie
La communauté de communes de Haute Combraille est située à l'ouest du département du Puy-de-Dôme. Elle jouxte les intercommunalités Cœur de Combrailles au nord, Manzat communauté au nord-est, Pontgibaud Sioule et Volcans à l'est, Rochefort-Montagne au sud-est, Sioulet-Chavanon au sud, et dans le département limitrophe de la Creuse (région Nouvelle-Aquitaine), Sources de la Creuse au sud-ouest, Haut Pays Marchois à l'ouest et Auzances-Bellegarde au nord-ouest.
Le territoire communal est desservi par la route départementale 941, ancienne route nationale 141, reliant Limoges et Aubusson à Clermont-Ferrand, ainsi que par d'autres routes secondaires.

### Composition
La communauté de communes est composée des dix-sept communes suivantes :
| Nom                      | Code Insee | Gentilé        | Superficie (km2) | Population (dernière pop. légale) | Densité (hab./km2) |
| ------------------------ | ---------- | -------------- | ---------------- | --------------------------------- | ------------------ |
| Pontaumur (siège)        | 63283      | Pontaumurois   | 13,81            | 714 (2013)                        | 52                 |
| La Celle                 | 63064      |                | 15,85            | 84 (2014)                         | 5,3                |
| Cisternes-la-Forêt       | 63110      | Cisternois     | 33,58            | 477 (2014)                        | 14                 |
| Combrailles              | 63115      | Combraillés    | 20,61            | 220 (2014)                        | 11                 |
| Condat-en-Combraille     | 63118      |                | 45,74            | 445 (2014)                        | 9,7                |
| Fernoël                  | 63159      | Fernöelois     | 14,43            | 129 (2014)                        | 8,9                |
| Giat                     | 63165      | Giatois        | 47,95            | 836 (2014)                        | 17                 |
| Landogne                 | 63186      | Landogniens    | 17,37            | 241 (2014)                        | 14                 |
| Miremont                 | 63228      |                | 36,79            | 308 (2014)                        | 8,4                |
| Montel-de-Gelat          | 63237      | Montelois      | 25,02            | 454 (2014)                        | 18                 |
| Puy-Saint-Gulmier        | 63292      |                | 20,19            | 150 (2014)                        | 7,4                |
| Saint-Avit               | 63320      |                | 19,47            | 248 (2014)                        | 13                 |
| Saint-Étienne-des-Champs | 63339      |                | 23,74            | 143 (2014)                        | 6                  |
| Saint-Hilaire-les-Monges | 63359      |                | 10,70            | 100 (2014)                        | 9,3                |
| Tralaigues               | 63436      | Tralaiguois    | 5,11             | 92 (2014)                         | 18                 |
| Villossanges             | 63460      | Villossangeois | 32,80            | 321 (2014)                        | 9,8                |
| Voingt                   | 63467      |                | 6,48             | 43 (2014)                         | 6,6                |

### Démographie
| 1968  | 1975  | 1982  | 1990  | 1999  | 2008  | 2013  |
| ----- | ----- | ----- | ----- | ----- | ----- | ----- |
| 7 752 | 7 086 | 6 479 | 6 000 | 5 400 | 5 300 | 5 061 |

## Administration

### Siège
Le siège de la communauté de communes est situé à Pontaumur.

### Les élus
La communauté de communes est gérée par un conseil communautaire composé de 36 membres représentant chacune des communes membres.
Ils sont répartis comme suit : trois délégués pour Giat et Pontaumur, et deux pour les autres communes.

### Présidence
La communauté de communes est présidée par Cédric Rougheol (maire de Puy-Saint-Gulmier) et comprend cinq vice-présidents :
1. Didier Senegas Rouviere (maire de Giat), chargé de l'économie et de la santé ;
2. Nicole Kacedan (maire de Pontaumur), chargée du tourisme et du patrimoine ;
3. Martine Barrier (maire de Cisternes-la-Forêt), chargée de l'enfance, de la jeunesse et du sport ;
4. Nicole Desmoulin (maire de Montel-de-Gelat), chargée de l'habitat et de l'urbanisme ;
5. Nicolas Montpeyroux (maire de Saint-Avit), chargé de l'agriculture, de la forêt et de l'environnement.

### Compétences
L'intercommunalité exerce des compétences qui lui sont déléguées par les communes membres.
- Développement et aménagement économique (obligatoire) : création, aménagement, entretien et gestion de zones d'activité industrielle, commerciale, tertiaire, artisanale ou touristique ; actions de développement économique
- Aménagement de l'espace communautaire (obligatoire) : schémas de cohérence territoriale et de secteur ; création et réalisation de zones d'aménagement concerté ; organisation des transports non urbains
- Production et distribution d'énergie
- Environnement et cadre de vie (dont assainissement non collectif)
- Sanitaires et social
- Développement et aménagement social et culturel : construction ou aménagement, entretien, gestion d'équipements ou d'établissements culturels, socioculturels, socio-éducatifs ou sportifs
- Voirie
- Aménagement touristique
- Logement et habitat

### Régime fiscal et budget
La communauté de communes applique la fiscalité professionnelle unique.
Haute Combraille possède un potentiel fiscal de 1 014 400 € rapporté à la population DGF de 6 226 habitants, soit un potentiel fiscal de 162,93 euros par habitant, légèrement inférieur à la moyenne départementale (198,51 euros).
Les taux d'imposition votés en 2015 sont les suivants : taxe d'habitation 9,71 %, foncier bâti 1,29 %, foncier non bâti 9,37 %, cotisation foncière des entreprises 20,99 %.

### Source
- Fiche dans la base nationale sur l'intercommunalité